# Tsutomu Seki
Tsutomu Seki (jap. 関 勉, Seki Tsutomu; * 3. November 1930 in Kōchi, Präfektur Kōchi, Japan) ist ein japanischer Amateurastronom. Er ist der Leiter des Geisei-Observatoriums in Geisei und Mitglied der Kometensektion der Oriental Astronomical Association.
Seki ist eigentlich ausgebildeter Konzertgitarrist, wandte sich aber im Laufe der Zeit immer mehr der Astronomie zu, insbesondere der Suche nach Kometen. Er entdeckte bislang 34 Kometen, darunter 1965 den sehr hellen Ikeya-Seki, der sogar tagsüber neben der Sonne sichtbar war, sowie die nach ihm benannten Kometen C/1961 T1 (Seki) und C/1967 C1 (Seki).
Darüber hinaus entdeckte er 224 Asteroiden, von denen er viele nach Orten und Sehenswürdigkeiten der Präfektur Kōchi benannte, wie (2396) Kochi, (2571) Geisei oder (2582) Harimaya-Bashi.
Der Asteroid (3426) Seki wurde nach ihm benannt.